# Bandiera cristiana
La bandiera cristiana è una bandiera ideata agli inizi del XX secolo per rappresentare tutto il Cristianesimo o Cristianità ed è usata prevalentemente da chiese protestanti nel Nord America, in Africa e nell'America Latina. La bandiera si presenta come un campo bianco, con una croce latina rossa all'interno di un angolo in alto a sinistra azzurro. Il rosso della croce simboleggia il sangue versato da Gesù sul Calvario. Il blu rappresenta l'acqua del Battesimo come pure la fedeltà di Gesù. Il bianco rappresenta la purezza di Gesù. Nella vessillologia convenzionale, una bandiera bianca è legata alla resa, riferimento questo alla descrizione biblica della nonviolenza di Gesù e la sua resa alla volontà di Dio. Le dimensioni della bandiera non sono ufficialmente specificate.

## Origini

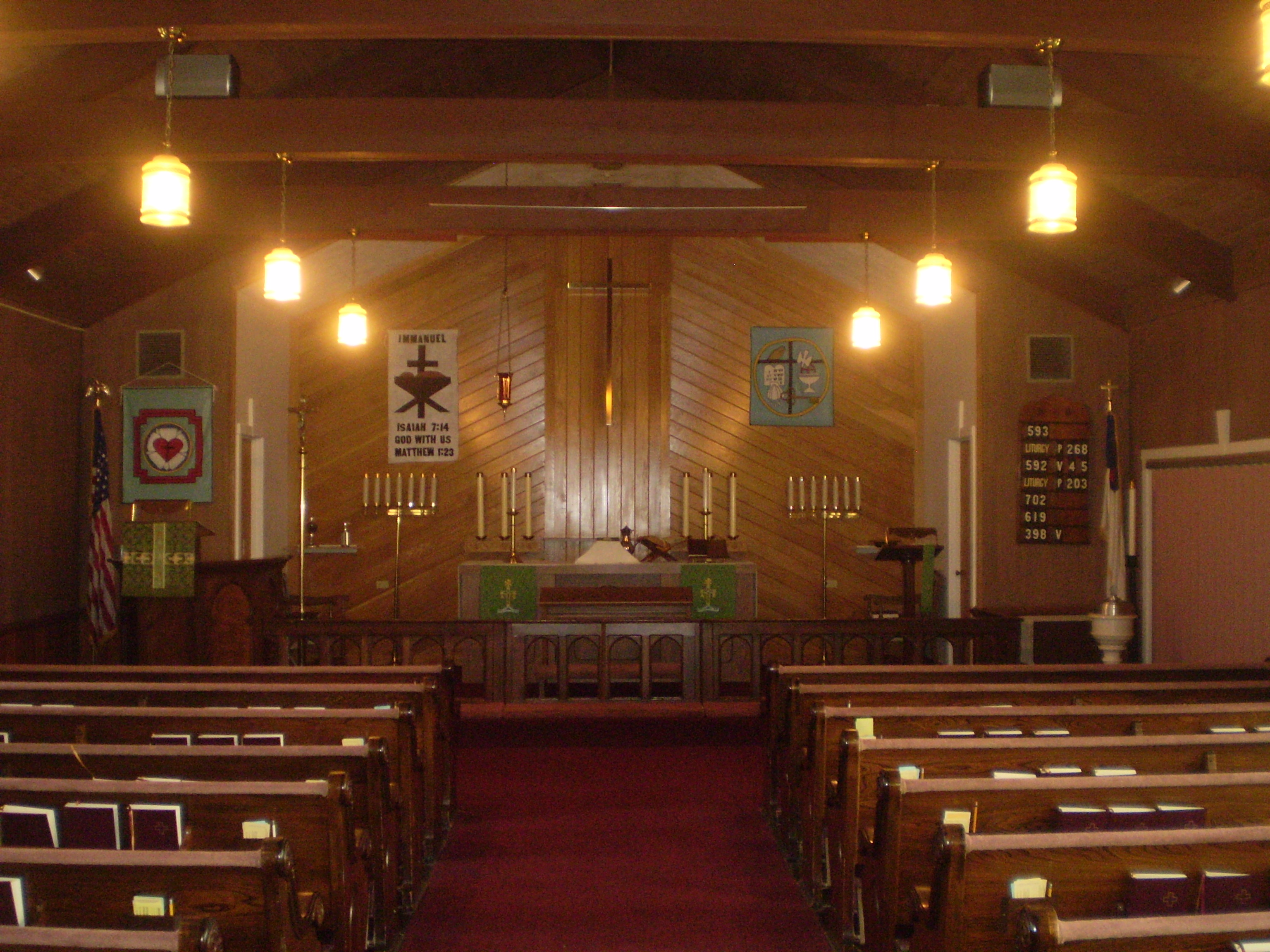
Bandiera cristiana esposta nel presbiterio di una chiesa luterana a Hodgkins, Illinois

La bandiera cristiana fu concepita per la prima volta il 26 settembre 1897 alla Brighton Chapel di Coney Island a Brooklyn, New York. Il sovrintendente di una scuola domenicale, Charles C. Overton in un suo discorso spontaneo agli studenti ivi raccolti, aveva chiesto loro quale avrebbe potuto essere una bandiera cristiana ideale.. Sulla base delle risposte ricevute Overton riflette per molti anni, finché nel 1907, insieme a Ralph Diffendorfer, segretario del Movimento cristiano giovanile metodista, cominciano a disegnare quel modello e a promuovere così la bandiera. Al riguardo del simbolismo cristiano della Bandiera cristiana.
L'organizzazione ecumenica americana "Coincilio Federale delle Chiese", ora succeduta dal "Consiglio Nazionale delle Chiese" e da "Chiese Cristiane Insieme", adottarono questa bandiera il 23 gennaio 1942. La bandiera cristiana non è stata intenzionalmente sottoposta a copyright dato che il suo ideatore dedicò la bandiera a tutta la cristianità. La famosa scrittrice di inni Fanny Crosby scrisse un inno in suo onore dal titolo "La bandiera cristiana" con musica di R. Huntington Woodman, un inno pure da usarsi liberamente. Il 26 settembre 1997 la bandiera ha celebrato il suo centesimo anniversario.

## Utilizzo

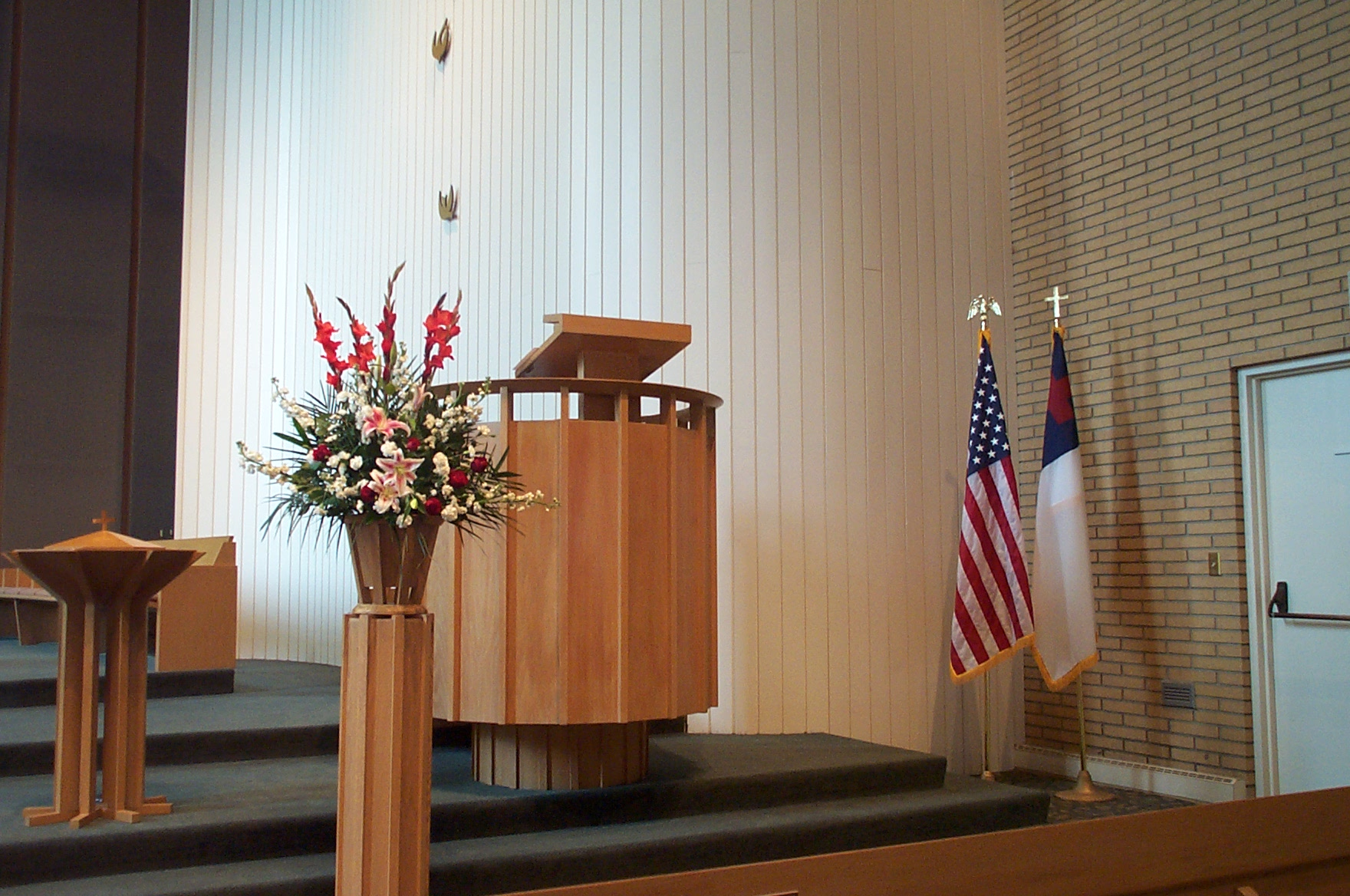
La bandiera cristiana esposta in una chiesa in California

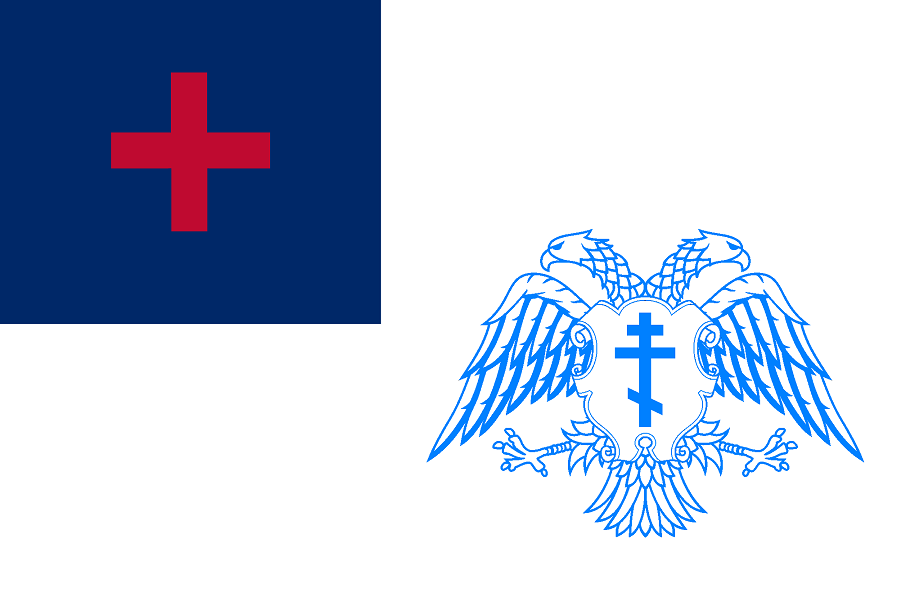
Una versione della bandiera cristiana speciale per le Chiese ortodosse orientali

Ad accogliere per prime questa bandiera sono state le denominazioni protestanti storiche negli USA e negli anni '80 sono state molte le istituzioni che hanno voluto esporla nelle chiese. Durante la II Guerra mondiale questa bandiera è stata posta accanto a quella nazionale da un certo numero di chiese luterane negli USA d'origine tedesca per mostrare solidarietà con le truppe americane durante la guerra contro la Germania nazista.
La Bandiera cristiana si è diffusa dagli USA nel resto del mondo dai missionari protestanti, particolarmente nell'America Latina ed in Africa. È stata pure adottata episodicamente in Europa e in Asia. Le chiese ortodosse orientali, specialmente quelle di rito occidentale, hanno cominciato solo recentemente a far uso di questa bandiera.

## Promessa di fedeltà
Alcune chiese e organizzazioni praticano un "pegno di fedeltà" o "un'affermazione di lealtà" alla bandiera cristiana, che è simile al pegno di fedeltà alla bandiera degli Stati Uniti. La prima promessa è stata scritta da Lynn Harold Hough, un ministro metodista che aveva ascoltato Ralph Diffendorfer, segretario del Movimento missionario dei giovani metodisti, promuovere la bandiera cristiana in una manifestazione. Ha scritto la seguente promessa:
Alcune chiese e scuole evangeliche, luterane, avventiste e battiste più conservatrici possono utilizzare una versione alternativa dell'impegno:
Altri usano questa versione: